# 1985年の出版
1985年の出版（1985ねんのしゅっぱん）では1985年の出版に関する出来事についてまとめる。

## 出版関係の出来事
雑誌の創刊・休刊・ミリオンセラーの出版などの記載、特記した場合を除き、創刊、休刊、廃刊、復刊の日付はそれぞれの創刊号、最終号、復刊号の発売日である。

### 2月
- 25日 - エス・シー・シーのタウン情報誌『シティ情報ふくしま』を創刊。

### 3月
- 笠倉出版社の漫画雑誌『コミックマルガリータ』を休刊。

### 4月
- 8日 - 双葉社の女性向けの月刊漫画雑誌『JOUR』を創刊。

### 5月
- 少年出版社を設立。[1]

### 6月
- 10日 - 文藝春秋の写真週刊誌『Emma』を創刊。

### 7月
- バス研究社のバス専門誌『バスメディア』を創刊。[2]

### 12月
- 司書房の成人向け雑誌『コットンpress』を創刊。[3]

特記した場合を除き、創刊、休刊、廃刊、復刊の日付はそれぞれ創刊号、最終号、復刊号の発売日である。